# Río Bañuelos
El río Bañuelos es un curso de agua de la cuenca del río Duero, en la provincia de Burgos (Castilla y León, España).

## Datos relevantes
El río Bañuelos nace y muere en la comarca de la Ribera del Duero; más concretamente, nace en Arauzo de Miel y muere en Aranda de Duero, en el río Duero. Pertenece a la Meseta Norte y tiene un recorrido de 29 km. No obstante, es un río poco caudaloso y de corto recorrido. Su nacimiento tiene lugar en la llamada «fuente Bañuelos».
No debe ser confundido con el afluente del mismo nombre del río Guadiana

## Localidades
El recorrido del río por los diversos pueblos y localidades es el siguiente:
- Arauzo de Miel
- Arauzo de Salce
- Caleruega
- Despoblado de San Martín
- Baños de Valdearados
- Villanueva de Gumiel
- Sinovas
- Aranda de Duero.